# Tersana Sporting Club
Maillots
Le Tersana Sporting Club (en arabe : نادي الترسانة الرياضي), plus couramment abrégé en Tersana, est un club égyptien de football fondé en 1921 et basé à Gizeh dans la banlieue du Caire.

## Palmarès
| Compétitions nationales |
| --- |
| - Championnat d'Égypte (1) : - Champion : 1963 - Coupe d'Égypte (6) : - Vainqueur : 1923, 1929, 1954, 1965, 1967 et 1986 - Finaliste : 1938, 1950, 1956 et 1966 |

## Anciens joueurs
- Hassan Al Shazly
- Moustafa Reyadh

(voir aussi Catégorie:Joueur du Tersana SC)